# Российское общество урологов
Российское общество урологов — профессиональное объединение урологов России.

## История

### Образование
Российское общество урологов было основано в 1907 г. С. П. Фёдоровым (1869—1936) — профессором Санкт-Петербургской военно-медицинской академии, известным хирургом и урологом. Он был первым президентом Российского общества урологов. Известность и слава С. П. Фёдорова были настолько высоки, что в 1914 г. он был избран президентом на Всемирном конгрессе урологов в Берлине.

В 1923 г. был организован журнал «Урология», первым редактором которого стал С. П. Фёдоров.

### До войны
В 20-е годы XX века прошло 3 съезда Российского общества урологов.
- 1-й Всероссийский съезд урологов состоялся в Москве в 1926 году. Председателем оргбюро был Р. М. Фронштейн; председателем съезда — С. П. Фёдоров.

Последующие съезды прошли в Ленинграде в 1927 и 1929 гг., 4-й съезд состоялся в Москве в 1931 г.

В 1936 г. в Москве состоялась 4-я Всероссийская конференция урологов.

### 1946—1962
Основным объединением урологов в эти годы было Всесоюзное общество урологов, руководимое А. П. Фрумкиным.

### С 1965 г.
В 1965 г., в рамках Всесоюзной конференции урологов, в Ленинграде было воссоздано Всероссийское общество урологов; его председателем был избран профессор А. М. Гаспарян, руководивший кафедрой урологии 1-го Ленинградского медицинского института.

### 2010 г.
Российское общество урологов вошло в состав учредителей Национальной медицинской палаты.